# Capecitabine
Capecitabine (INN) (/[invalid input: 'icon']keɪpˈsaɪtəbiːn/) (Xeloda, Roche) là tên của hoạt chất, được nghiên cứu và phát triển bởi tập đoàn dược phẩm Hofmann-La Roche, dùng làm thuốc uống hóa trị, sử dụng trong điều trị ung thư đại trực tràng, ung thư dạ dày và ung thư vú di căn.
XELODA (capecitabine) là một dạng tiền dược, được chuyển hóa thành 5-fluoroouracil bên trong khối u bởi các enzyme. Tại đây 5-fluorouracil ức chế quá trình sinh tổng hợp DNA và ngăn chặn quá trình tăng sinh của khối u. Con đường hoạt hóa của capecitabine đi theo ba bước chuyển hóa bởi emzyme và ngang qua hai dạng chuyển tiếp, đó là 5'-deoxy-5-fluorocytidine (5'DFCR) và d5'-deoxy-5-fluorouridine (5'-DFUR), trước khi được biến đổi thành 5-fluorouracil.

## Chỉ định
XELODA (Capecitabine) được FDA (Cục quản lý thực phẩm và dược phẩm Hoa Kỳ) phê chuẩn cho các chỉ định sau:

Điều trị bước một cho bệnh nhân ung thư dạ dày thực quản tiến triển phối hợp với phác đồ hóa trị có platinum

Điều trị hỗ trợ cho bệnh nhân ung thư đại tràng giai đoạn C hoặc giai đoạn B có nguy cơ cao.

Điều trị ung thư đại trực tràng tiến triển hoặc di căn

Điều trị đơn trị ung thư vú tiến triền tại chỗ hay di căn sau khi thất bại phác đồ hóa trị bao gồm taxanes và anthracyclin: hoặc Xeloda phối hợp docetaxel cho ung thu vú tiến triển tại chỗ hay di căn sau khi thất bại phác đồ hóa trị có anthracyclin.

## Liều lượng và sử dụng
Liều Xeloda được tính toán dựa theo diện tích da của cơ thể. Thuốc được uống trong vòng 30 phút sau khi ăn.

### Đơn trị
Liều khuyến cáo là 1250 mg/m2 uống hai lần mỗi ngày(tổng liều mỗi ngày là 2500 mg) trong 14 ngày sau đó nghỉ thuốc 7 ngày. (chu ky 3 tuần)

### Điều trị phối hợp

#### Ung thư vú
Liều Xeloda giống như liều dùng trong đơn trị, kết hợp với docetaxel 75 mg/m2 truyền tĩnh mạch trong vòng 1 giờ mỗi ba tuần.

#### Ung thư đại trực tràng tiến triển hay di căn
Xeloda 1000 mg/m2 uống hai lần mỗi ngày trong 14 ngày sau đó nghỉ thuốc 7 ngày (chu kỳ 3 tuần) kết hợp với Avastin (7,5 mg/kg truyền tĩnh mạch kéo dài từ trên 30ph đến 90 ph) và oxaliplatin (130 mg/m2 truyền tĩnh mạch trên 2 giờ) vào ngày đầu của chu kỳ 3 tuần.

#### Ung thư dạ dày thực quản tiến triển
Phác đồ phối hợp 3 thuốc: Xeloda 625 mg/m2 uống hai lần mỗi ngày duy trì liên tục phối hợp với epirubicin (50 mg/m2 tiêm nhanh vào ngày đầu của chu kỳ 3 tuần) kết hợp với phác đồ hóa trị có platinum (cisplatin hoặc oxaliplatin).

Phác đồ hai thuốc: Xeloda 1000 mg/m2 uống hai lần mỗi ngày trong 14 ngày sau đó nghỉ thuốc 7 ngày kết hợp với cisplatin (80 mg/ m2 truyền tĩnh mạch trong 2 giờ vào ngày đầu của chu kỳ 3 tuần).

## Chống chỉ định
Xeloda chống chỉ định ở những bệnh nhân
Quá mẫn với capecitabine hay bất cứ thành phần nào của thuốc;

Ở những bệnh nhân có tiền sử bị phản ứng nghiêm trọng hoặc không dự đoán được với fluoropyrimidine hoặc quá mẫn cảm với fluorouracil

Ở những bệnh nhân suy thận nặng (CrCl <30ml/ phút)

Ở những bệnh nhân thiếu hụt dihydropyrimidine dehydrogenase (DPD). Không nên dùng Xeloda phối hợp với sorivudin hay chất tương tự về mặt hóa học như brivudine.

## Thận trọng
Bệnh nhân nên được theo dõi thận trọng về độc tính, đặc biệt là tiêu chảy, buồn nôn, ói mửa và hội chứng bàn tay bàn chân.

Không nên dùng vitamin B6 để điều trị hội chứng bàn tay bàn chân nếu dùng Xeloda kết hợp với cisplatin.

Ở bệnh nhân chán ăn, suy nhược, ói mửa, buồn nôn, tiêu chảy có thể xảy ra hiện tượng mất nước. Nếu mất nước độ 2 hay nặng hơn xảy ra, nên ngừng Xeloda ngay lập tức và điều chỉnh mất nước.

Xeloda có thể gây tăng bilirubin máu. Độc tính trên tim bao gồm nhồi máu cơ tim đã quan sát thấy ở bệnh nhân dung xeloda có tiền sử bệnh lý mạch vành.

Cần theo dõi thận trọng ở bệnh nhân suy thận hay suy gan. Ở bệnh nhân suy thận trung bình (CrCl 30-50ml/ phút), cần giảm liều khởi đầu của Xeloda (đơn trị hay kết hợp).

Đối với phụ nữ mang thai: phân loại D.

Không sử dụng cho trẻ dưới 18 tuổi. Dùng thận trọng ở bệnh nhân lớn tuổi.

Tương tác với các thuốc khác như: thuốc kháng acid; leucovorin; thuốc kháng đông coumarin; phenytoin; những thuốc chuyển hóa bởi CỲP450 2C9; sorivudine và những thuốc tương đương hóa học với nó (có thể gây tử vong)

## Tác dụng bất lợi
Vui lòng xem thông tin sản phẩm để biết đầy đủ về các phản ứng phụ.

Buồn nôn, ói, tiêu chảy, hội chứng bàn tay bàn chân, viêm miệng, đau bụng, dị cảm, mệt mỏi, sốt, chán ăn, viêm da, tăng bilirubin máu, độc tính tim, giảm bạch cầu lympho,giảm bạch cầu trung tính, giảm huyết cầu tố, giảm tiểu cầu, bệnh thần kinh ngoại vi, nhức đầu, khó tiêu, tặng tiết nước mắt, xuất huyết tiêu hóa, bệnh lý não, suy tủy, nhiễm trùng tại chỗ hay toàn thân gây tử vong, nhiễm khuẩn, suy gan, viêm gan tắc mật.